# K3 Roller Skater
K3 Roller Skater ist eine Stahlachterbahn, welche sich im Plopsaland De Panne, einem Themen- und Vergnügungspark in De Panne an der westflämischen Küste nahe der französischen Grenze befindet. Die Stahlachterbahn wurde im Jahr 1991 von Vekoma erbaut und ist seitdem in Betrieb. Vom Modell her ist es ein Vekoma „Junior Coaster 335m“. Die Achterbahn richtet sich hauptsächlich an Kinder und Familien. Ab einer Körpergröße von 90 cm darf man mit einer Begleitperson mitfahren und ab einer Körpergröße von 120 cm darf man alleine fahren. Die Achterbahn ist an ihrem höchsten Punkt 13,0 m hoch und erreicht eine maximale Geschwindigkeit von 45,9 km/h. Die Strecke der Achterbahn ist 335 m lang. Die Fahrtzeit beträgt 1:06 min. Die Bahn hat keine Inversionen.

## Zug
Die Achterbahn hat einen Zug mit acht Wagen. Jeder Wagen hat eine Sitzreihe und in jeder Sitzreihe sitzen jeweils zwei Personen nebeneinander, weshalb 16 Personen in einen Zug passen.

## Geschichte
Die Achterbahn wurde von Peter Clerx entworfen und 1991 von der niederländischen Achterbahnfirma Vekoma gebaut. Seitdem ist die Achterbahn in Betrieb. Von 1991 bis 2018 hieß die Bahn noch Rollerskater. Seit 2019 läuft sie unter dem Namen „K3 Roller Skater“.

## Thematisierung
K3 Roller Skater wurde für die Saison 2019 umbenannt und hat ein neues Thema bekommen, basierend auf der niederländischen Girlgroup K3 und deren TV-Serie K3 Roller Disco.

## Streckenführung
Sobald die Bahn startet, fährt der Zug in einer ungeneigten 90-Grad-Rechtskurve aus der Station, bevor er von dem 13 m hohen Reibradkettenlift auf die maximale Höhe der Bahn gezogen wird. Danach fährt der Zug in eine absteigende 720-Grad-Linkshelix, bevor er geradeaus in zwei 360-Grad-Rechtshelices fährt, welche aber ein kleines Stück gerade Schiene zwischen sich haben, sodass es von oben aussehen würde wie eine Schleife. Anschließend fährt der Zug in eine leicht nach innen geneigte 180-Grad-Linkskurve, bevor er in den Bremsen deutlich langsamer wird. Nach den Bremsen fährt der Zug noch durch einen ungeneigte 90-Grad-Rechtskurve wieder in die Station.